# Phaeomyias
Phaeomyias is een geslacht van zangvogels uit de familie tirannen (Tyrannidae). Uit onderzoek gepubliceerd in 2016 bleek dat de soorten uit dit geslacht beter in het geslacht Nesotriccus kunnen worden geplaatst.
- Phaeomyias murina - zuidelijke wenkbrauwvliegenpikker
- Phaeomyias tumbezana - tumbesvliegenpikker